# Alcimo (Iliade)
Alcimo (in greco antico: Ἄλκιμος) è un personaggio dell'Iliade, citato nei libri XIX e XXIV del poema.

## Il mito
Alcimo era un compagno di Achille che Omero ricorda in due passi dell'Iliade.
Seguì il Pelide nella guerra di Troia ed assieme all'auriga Automedonte sistemò il carro da guerra dell'eroe che trasudava ira per l'uccisione dell'amico Patroclo, precedentemente sceso in battaglia al suo posto per mettere in fuga Ettore ed i suoi uomini. Alcimo aggiogò i cavalli immortali di Achille alla vettura e li imbrigliò.
Probabilmente è la stessa persona uccisa da Deifobo